# DSB SA 8
Der dänische DSB SA 8 wurde 1900 als Salonwagen für König Christian IX. von Scandia A/S in Randers gebaut. Er steht heute im Dänischen Eisenbahnmuseum in Odense.

## Geschichte

### DSB SA 8
Der Wagen ersetzte das Vorgängerfahrzeug, den Salonwagen SA 1 / SJS Ra aus dem Jahr 1871, der technisch inzwischen überholt war.
Der neue Salonwagen SA 8 wurde im Gegensatz zum Vorgänger in Dänemark gebaut und am Geburtstag des Königs, am 8. April 1900, in Betrieb genommen. Er war mit aller verfügbaren Technik ausgestattet, so etwa mit doppelter Vakuumbremse, Druckluftbremse, Schraubenhandbremse, Kachelofen, Hochdruckwärmegerät sowie Warmwasserboiler und konnte im Normalspurnetz aller Eisenbahnen auf dem europäischen Festland verkehren.

### DSB S 8
1903 erfolgte die Umzeichnung des Wagens in DSB S 8.
1914 erhielt der Wagen eine Lichtmaschine nach dem System Rosenberg und Einzelbatterien für die Zugbeleuchtung. 1916 erfolgte die Ausrüstung für die Verwendung in Zügen der Preußischen Staatsbahn sowie 1928 für den Einsatz in deutschen Schnellzügen. Schwedisch-dänische Heizkupplungen und schwedische Vakuumkupplungen erhielt das Fahrzeug 1930.
Der Wagen wurde von den dänischen Königen bis 1937 genutzt, dann wurde der Wagen in der Salonwagenhalle in Hellerup hinterstellt. 1939 erfolgte die Ausmusterung sowie eine Teilverschrottung. Der Wagenkasten wurde von einem HFHJ-Mitarbeiter in Hundested als Ferienhaus genutzt. In diesem Zustand wurde er vom Eisenbahnmuseum übernommen und 1961 nach Østerport gebracht. Seit dem Bezug des Rundschuppens des ehemaligen Bahnbetriebswerkes in Odense ist er dort ausgestellt.

## Fahrzeug

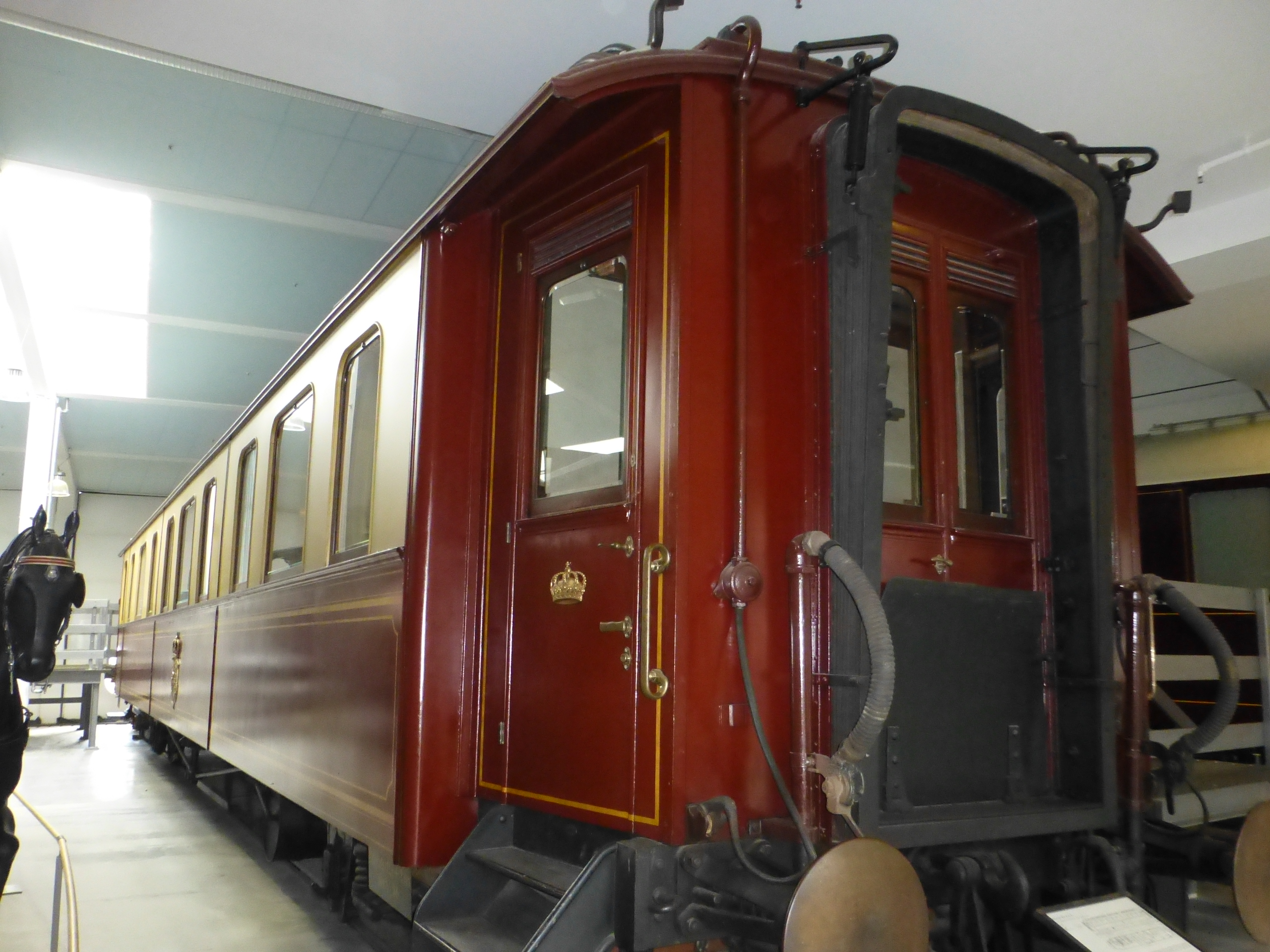
DSB S 8 – Stirnseite

Der Wagenkasten besteht aus Holz, das mit Stahlblech verkleidet ist. Im Gegensatz zum Vorgängerfahrzeug waren die Einstiegsplattformen an beiden Enden des Wagens nun geschlossen. Etwas mehr als die eine Wagenhälfte nahmen zwei gleich große Salons ein, die sich über die ganze Wagenbreite und jeweils drei Fensterachsen erstreckten. Die übrigen Räume lagen an einem anschließenden Seitengang: ein Waschraum mit Toilette, zwei Abteile und am Ende, von der zweiten Einstiegsplattform aus zugänglich, eine weitere Toilette. Die beiden Abteile waren so ausgestattet wie in Schlafwagen 1. Klasse der damaligen Zeit.
Außen war der Wagen zweifarbig gestrichen und hob sich so von normalen Personenwagen ab: Im Bereich des Fensterbandes und darüber bis zum Dach creme-farben, unter dem Fensterband, die Einstiegstüren und die Stirnseiten bordeaux-rot. Dieser Anstrich wurde in Anlehnung an die Wappenfarben, gelb und rot, des Hauses Oldenburg gewählt, dem die dänischen Könige entstammten.

## Einsatz

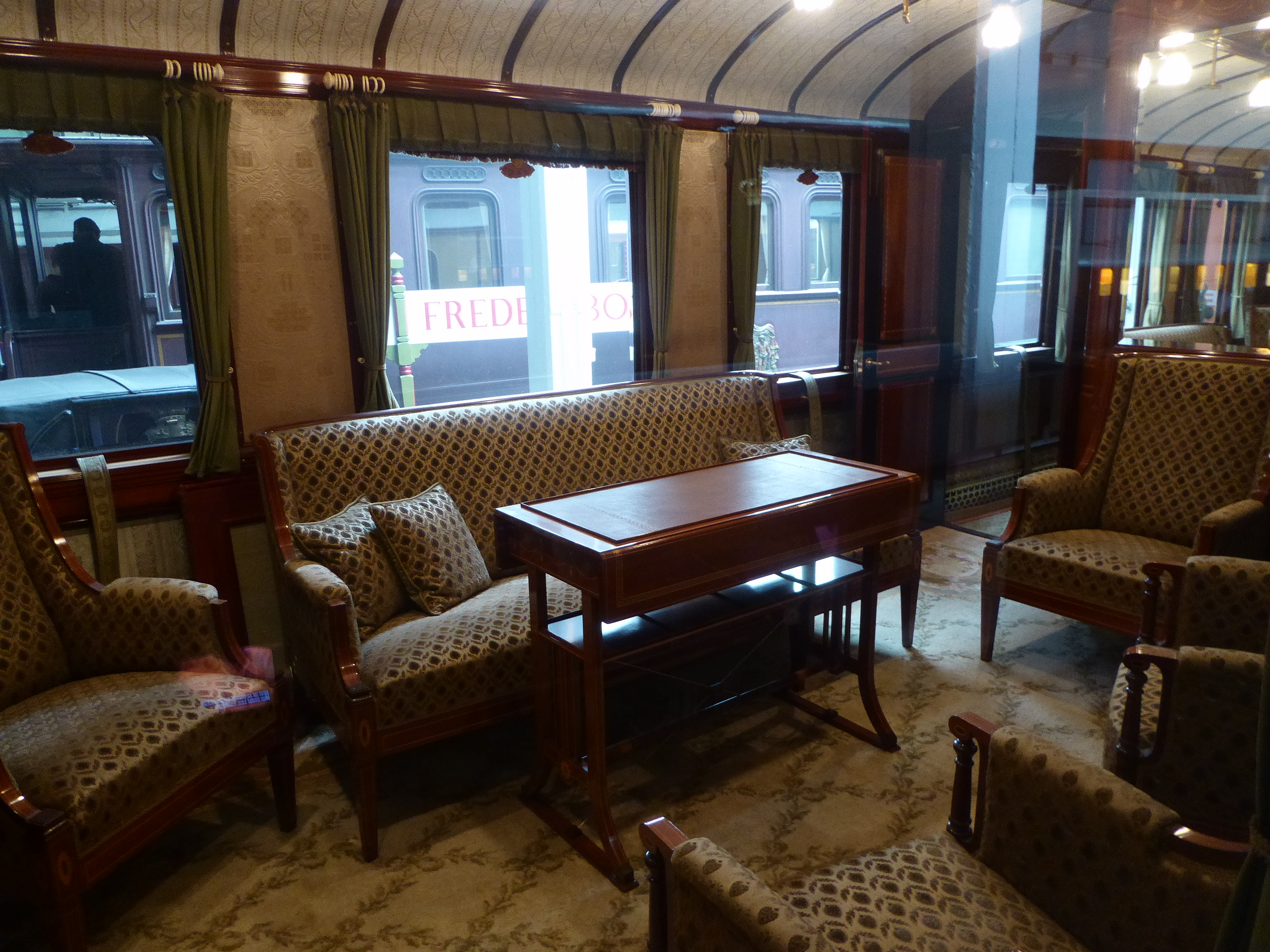
Innerer Salon

Das Fahrzeug wurde von König Christian IX., König Friedrich VIII. und König Christian X. genutzt. Wenn der König reiste, geschah das normalerweise mit einem Sonderzug, in den der Salonwagen 8 als „Königswagen“ eingestellt wurde. Der Salonwagen lief immer mit dem Gepäckwagen DSB EK 2250 als Schutzwagen. Für das Personal und eventuell mitreisende Minister wurden Personenwagen des normalen Verkehrs 1. oder 2. Klasse in entsprechender Zahl in den Zug eingestellt. Außerdem kam ein Generatorwagen zum Einsatz, der auch bei längeren Aufenthalten sicherstellte, dass der Zug immer mit Elektrizität versorgt und geheizt war.